# Paul Hennig
Paul Hennig (født 1902, død 1986) var en dansk smalfilmsfotograf og nazistisk antisemit. Ved hjælp af bl.a. et indbrud hos Mosaisk Trossamfund, hvor medlemslisterne blev stjålet, hjalp Hennig Gestapo til af finde frem til danske jøder, hvoraf nogle i 1943 blev deporteret til koncentrationslejre i Nazityskland. Hennig optog fotodokumentation af arrestationen af de danske jøder samt af deres ophold undervejs i Horserødlejren.
Hennig var medlem af Dansk Antijødisk Liga, skrev i bladet Kamptegnet og infiltrerede en modstandsgruppe. Ved retsopgøret efter besættelsen blev han dømt til døden, men Højesteret omstødte i 1949 straffen til livsvarigt fængsel. Han blev dog løsladt allerede i 1956.